# Граустарк
«Граустарк» (англ. Graustark) — американська мелодрама режисера Дмитра Буховецького 1925 року.

## У ролях
- Норма Толмадж — принцеса Єтів
- Юджин О'Браєн — Гренфол Лоррі
- Марк Макдермотт — принц Габріель
- Рой Д'Арсі — Данглос
- Альберт Грен — граф Галфонт
- Лілліен Лоуренс — графиня Галфонт
- Михайло Вавич — капітан Квіннокс
- Френк Курр'є — король
- Вінтер Голл — посол
- Ванда Гоулі — дагмар